# Chunia bucklandioides
Chunia bucklandioides är en trollhasselart som beskrevs av Hung T. Chang. Chunia bucklandioides ingår i släktet Chunia och familjen trollhasselfamiljen. Inga underarter finns listade i Catalogue of Life.